# Julie Ezold
Julie Ezold (de nacimiento Graudons) es una ingeniera nuclear estadounidense que trabaja en el Laboratorio Nacional Oak Ridge. Es directora de la Campaña de 252-Californio y estuvo implicada con el descubrimiento del Teneso. 

## Trayectoria
En quinto año recibió un premio por sus exámenes en Merritt. Durante el instituto, Ezold completó un programa de verano en la Universidad de Lynchburg. Estudió Ingeniería Nuclear en el Instituto Politécnico Rensselaer y se graduó en 1990. Obtuvo su grado de máster en 1992 en la Universidad Estatal de California en Northridge, utilizando el reactor isotópico de alto flujo en el Laboratorio Nacional Oak Ridge, donde trabajó desde que terminó sus estudios de posgrado en 1992.
En su primer trabajo, Ezold consideró el Yodo-129 utilizando el análisis de activación del neutrón. Es Directora de Programa Californium, responsable de producir 252-Californio, 249-Berkelio y 252-Einstenio. Un microgramo de Californio-252 puede emitir 2 millones de neutrones por segundo. Su trabajo se centra en elementos transuránicos y aplicaciones.

## Reconocimientos
En 2002, recibió el Premio a la Excelencia de los Programas de Defensa de Energía del Departamento de Energía de los Estados Unidos. Sus compromisos con la educación fueron reconocidos en la Noche de Premios UT-Battelle por su excepcional alcance comunitario.  En 2009, obtuvo una mención Presidencial de la Sociedad Nuclear Americana. Fue galardonada con el premio Patricia Bryant de liderazgo del grupo de mujeres en Energía nuclear del Ínstituto de Energía Nuclear.
En 2010, Ezold era  del equipo que descubrió el Teneso. Estudió las reacciones de Berkelio-249 y Calcio-48. Su trabajo reciente busca optimizar la producción de isótopos transcurium. En 2018, fue reconocida por Marquis Who’s Who Top Engineers por sus continuas contribuciones a la ingeniería nuclear.